# Chikkabyadarahalli, Pandavapura
Chikkabyadarahalli là một làng thuộc tehsil Pandavapura, huyện Mandya, bang Karnataka, Ấn Độ.